# Roald (Giske)
Roald este o localitate din comuna Giske, provincia Møre og Romsdal, Norvegia, cu o suprafață de 0,68 km² și o populație de 808 locuitori (2013).